# Romanzo realista
Il romanzo realista (o realistico) riflette la realtà della società dell'Ottocento attraverso l'analisi di individui che rappresentano figure emblematiche della propria epoca e della propria classe sociale. Questo genere, che rappresenta una sorta di specchio della società contemporanea, si diffonde in tutta Europa a partire dagli anni trenta del XIX secolo.
Gli elementi principali del romanzo sono considerati la trattazione seria dei fatti (cosa che contraddistingue gli scrittori del nuovo e del vecchio realismo: mentre gli autori antichi consideravano quasi "comicamente" i soggetti trattati, quelli moderni trovano nella quotidianità, nel bruto, una profonda umanità) e l'inserimento di persone e avvenimenti sempre della realtà quotidiana.
L'iniziatore può essere considerato il francese Stendhal: nella sua opera infatti sono presenti un forte impegno conoscitivo della realtà e una serietà di indagine del tutto nuovi rispetto al passato. Le sue opere più celebri sono senza dubbio Il rosso e il nero (1830), La Certosa di Parma (1839). Stendhal non rimane un caso isolato, ma sulla sua scia si sviluppano e prolificano numerosi altri romanzi. Honoré de Balzac concepisce e realizza tra il 1830 e il 1850 un grandioso affresco della società francese a lui contemporanea che prende il titolo di Comédie humaine. L'analisi della società umana si sviluppa attraverso le vicende di una serie di personaggi, fra cui Eugeniè Grandet (1833) e Pére Goriot (1834).
Questa tendenza è presente anche nel resto d'Europa, e ne sono testimoni autori come l'inglese Charles Dickens (che può anche essere considerato il "padre" del romanzo realista) con le opere Oliver Twist (1837),  e David Copperfield (1849); o come gli esponenti della scuola russa da Gogol (Il naso, Il cappotto), Tolstoj (Guerra e pace, 1869, Anna Karenina,1877), Dostoevskij (Delitto e castigo, 1866).
Al di là di ogni differenza nei tratti peculiari di ogni scrittore, queste opere sono accomunate innanzitutto da una curiosità verso l'intera realtà contemporanea, senza predilezione per un ambiente piuttosto che un altro. Un altro elemento fondamentale è la convinzione che esista uno stretto rapporto tra il modo di essere, di pensare, di agire dei personaggi, da una parte e l'ambiente sociale e storico in cui vivono e si sono formati. Altra caratteristica comune è senza dubbio il fatto che in queste opere si impone una modalità narrativa fondata sul narratore esterno onnisciente, che racconta una storia in cui non è direttamente coinvolto e segue le vicende di svariati personaggi adottandone il punto di vista, che interviene liberamente a commentare in base al proprio sistema di riferimento culturale e di valori le vicende, le azioni e i comportamenti dei protagonisti. Non bisogna però dimenticare scrittori come Giovanni Verga, che cominciò la sua carriera di scrittore prima con opere ispirate al romanticismo, come ad esempio Storia di una capinera o Una peccatrice, per poi subire una vera e propria metamorfosi letterale che lo portò a scrivere importanti novelle come Rosso Malpelo.
Uno sviluppo notevole nella storia del realismo si ha con l'autore francese Gustave Flaubert (Madame Bovary, 1857), che può essere considerato come il precursore del Naturalismo. Secondo Flaubert, il narratore deve essere come un Dio nascosto, che costruisce il racconto ma che non deve mai manifestarsi. Scompaiono così gli interventi e i commenti del narratore onnisciente e ci si limita ad osservare e a riportare il punto di vista dei personaggi. Flaubert pone così le basi per quella ideale oggettività e impersonalità narrativa che saranno proprie del naturalismo francese e del verismo italiano. Sul piano dei contenuti però, Flaubert, rispetto ai successivi Naturalisti, si muove ancora nell'ambito di un'analisi realista della società: la sua eroina Emma Bovary è sostanzialmente ancora un'eroina di stampo romantico.